# Caudron C.440
Die Caudron C.440 Goéland und deren verschiedene Serienausführungen sind Flugzeuge in Gemischtbauweise für eine zweiköpfige Besatzung und sechs Passagiere. Das Muster wurde von Caudron seit 1936 unter anderem für die Fluggesellschaften Air Afrique und Air Bleu produziert. Das Flugzeug war mit zwei Renault-Motoren ausgerüstet.

## Geschichte
Die erste größere Serie lief 1939 vom Band. Sie wurde als C.445 M bezeichnet und war für die Armée de l’air bestimmt. Nach 90 gebauten Flugzeugen wurde auf die Version C.445/1 umgestellt, die von 1940 bis 1943 in insgesamt 849 Exemplaren produziert wurde.

### Nach der deutschen Besetzung im Juni 1940
Nach dem Waffenstillstand im Juni 1940 wurde die Fertigung gestoppt, aber auf Grund von Aufträgen der deutschen Luftwaffe bereits im September 1940 wieder aufgenommen. Die Serie C.445/1 lief im März 1943 aus. Auf Grund vertraglicher Vereinbarungen mit der deutschen Seite konnte für Vichy-Frankreich im Januar 1942 die Serie C.445 EF gestartet werden. Bis November 1942 wurden insgesamt 58 Neubau-Flugzeuge dieser Serie ausgeliefert. Nach der deutschen Besetzung von Restfrankreich lief die Serie bis August 1943 weiter, musste aber nach einem schweren alliierten Bombenangriff auf Renault, Billancourt und Caudron, Issy-les-Moulineaux eingestellt werden, so dass zwischen Februar und Oktober 1943 nur noch weitere 64 C.445 EF ausgeliefert werden konnten, die von der Luftwaffe übernommen wurden.
Mit 752 für die Luftwaffe gebauten Flugzeugen stellte die C.445 eine wichtige Ergänzung der deutschen Schulflugzeuge in der Klasse der Focke-Wulf Fw 58 und Siebel Si 204 dar, bis sie sukzessive von der im Jahre 1942 angelaufenen Serie der Si 204 abgelöst wurde. Insgesamt erhielt die Luftwaffe 752 C.445 als Neubauten: 1940: 69, 1941: 230, 1942: 334 und 1943: 119 C.445. Dazu kamen eine Anzahl Flugzeuge, die 1940 gebraucht erbeutet wurden. Bei der Besetzung Restfrankreichs im November 1942 konnten lediglich zehn C.445 von der Luftwaffe als Beute übernommen werden, die sofort an die Luftflotte 3 und den Chef des Ausbildungswesens geliefert wurden.

### Einsatz in der Zivilen Luftfahrt
Vichy organisierte ab September 1940 den Zivilverkehr mit Hilfe der Air France und der Armée de l’Air als Service Civile de Liaisons Aériennes. Drei Gruppen des SCLA wurden mit dem Sitz im Mutterland, in Nordafrika und Westafrika gegründet. Als Aufgaben wurden der zivile Luftverkehr, Sanitätsflüge für die militärischen Einheiten und Verbindungsflüge im offiziellen Auftrag definiert. Die Ausrüstung bestand aus Flugzeugen der Air France, die den Krieg überstanden hatten sowie aus Flugzeugen der Armée de l’Air, vorwiegend Caudron Goéland, von denen die SCLA etwa 150 erhielten. Die in Frankreich stationierten 44 C.445 wurden im November 1942 von der Lufthansa beschlagnahmt, die einen Teil bis 1944 an die Luftwaffe lieferte.  Ein weiterer Teil wurde bei den alliierten Luftangriffen im Jahre 1944 auf den Flughäfen Toulouse-Montaudron und Toulouse-Francazal zerstört. Der Rest wurde nach der Befreiung in die französische Luftwaffe und die Flotte der Air France eingegliedert.

### Nach dem Zweiten Weltkrieg
Nach dem Krieg wurden 349 C.449, vorwiegend für die Schulen der Armée de l’Air gebaut. Einige Flugzeuge wurden für zivile Zwecke, auch bei der Air France, verwendet.

## Versionen
- C.440: 1 Exemplar, Erstflug 5. März 1935, 2 × Renault Bengali-Six (180 PS)
- C.441: 3 Exemplare, 1935, 2 × Renault 453 (200 PS)
- C.444: 17 Exemplare, 1936, 2 × Renault 6-Q-00/01 (220 PS)
- C.445: 17 Exemplare, 1936, 2 × Renault 6-Q-00/01 (220 PS)
- C.445 M: 90 Exemplare, 1939, 2 × Renault 6-Q-08/09 (220 PS)
- C.445/1: 849 Exemplare, 1939–1943, 2 × Renault 6-Q-10/11 (220 PS)
- C.445 EF: 120 Exemplare, 1942/43, 2 × Renault 6-Q-10/11 (220 PS)
- C.445/3: 25 Exemplare, 1945/46, 2 × Renault 6-Q-10/11 (220 PS)
- C.446: 1 Exemplar, 1943, 2 × Renault 12-R-01/02 (450 PS)
- C.447: Sanitätsversion, 25 Umbauten 1942–1947
- C.448: ab 1936, nur Umbauten mit erhöhter Startmasse, 2 × Renault 6-Q-02/03 (240 PS)
- C.449: 349 Exemplare, 1945–1948, 2 × Renault 6-Q-02/03 (240 PS), fünf Versionen

Von der Goéland wurden von 1936 bis 1948 insgesamt etwa 1400 Flugzeuge gebaut, davon 810 während der deutschen Besetzung. Damit war die Goéland das meistgebaute Flugzeug der französischen Luftfahrtindustrie während der Jahre 1940 bis 1944.

## Technische Daten

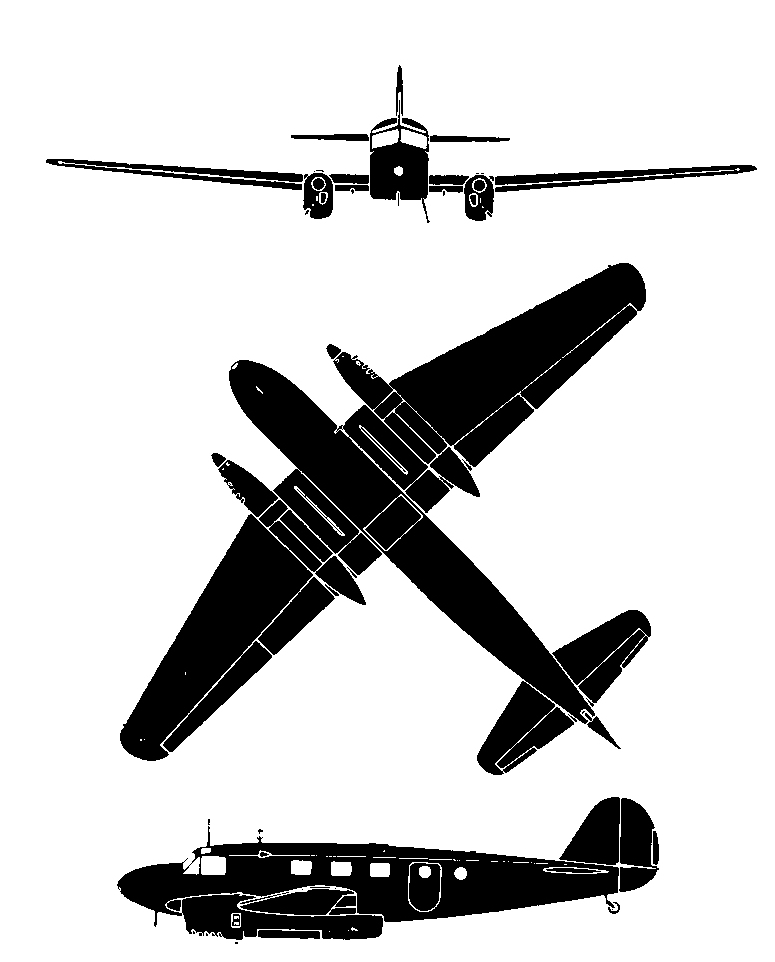
Dreiseitenriss der Caudron C.449/1

| Kenngröße             | Caudron C.441              | C.445                      | C.445M                 | C.448                  | C.449/1                |
| --------------------- | -------------------------- | -------------------------- | ---------------------- | ---------------------- | ---------------------- |
| Erstflug              | 1935                       | 1936                       | 1939                   | 1936                   | 1949                   |
| gebaut                | 4                          | 114                        | 404                    | 7 Umbauten             | 295                    |
| Besatzung             | 2                          | 2                          | 2                      | 2                      | 2                      |
| Passagiere            | 6                          | 6                          | 6                      | 6                      | 6                      |
| Länge                 | 13,65 m                    | 13,80 m                    | 13,68 m                | 13,8 m                 | 13,76 m                |
| Spannweite            | 17,60 m                    | 17,60 m                    | 17,60 m                | 17,60 m                | 17,60 m                |
| Höhe                  | 3,60 m                     | 3,40 m                     | 3,40 m                 | 3,40 m                 | 4,93 m                 |
| Flügelfläche          | 42 m²                      | 42 m²                      | 42 m²                  | 42 m²                  | 40 m²                  |
| Leermasse             | 1800 kg                    | 2290 kg                    | 2290 kg                | 2300 kg                | 2690 kg                |
| Startmasse            | 3300 kg                    | 3500 kg                    | 3500 kg                | 3500 kg                | 3700 kg                |
| Reisegeschwindigkeit  | 260 km/h                   | 260 km/h                   | 260 km/h               | 280 km/h.              | 280 km/h.              |
| Höchstgeschwindigkeit | 300 km/h                   | 300 km/h                   | 300 km/h               | 310 km/h               | 300 km/h               |
| Dienstgipfelhöhe      | 5900 m                     | 7000 m                     | 7000 m                 | 6700 m                 | 6500 m                 |
| Reichweite            | 1120 km                    | 1000 km                    | 1000 km                | 1500 km                | 965 km                 |
| Triebwerk             | 2×Renault Bengali 6Q-00/01 | 2×Renault Bengali 6Q-00/01 | 2×6Q-08/09             | 2×6Q-02/03             | 2×6Q-02/03             |
| Leistung              | je 220 PS (ca. 160 kW)     | je 220 PS (ca. 160 kW)     | je 220 PS (ca. 160 kW) | je 240 PS (ca. 180 kW) | je 240 PS (ca. 180 kW) |